# Ack! ljufsta tid af alla tider
Ack! ljufsta tid af alla tider är en psalm fyra 12-radiga verser i Sions sånger 1810. Någon författare anges inte, vilket är genomgående för denna psalmbok. Psalmen, som kommer efter de bägge "Döds-Sångerna", är en beskrivning av det eviga livet i paradiset. 
Melodin är densamma som till psalmen I på alt ondt begifne sinnen.

## Publicerad i
- Sions sånger 1810 som nr 220 med titeln "Om den himmelska härligheten".